# Pharochilus rugiceps
Pharochilus rugiceps là một loài bọ cánh cứng trong họ Passalidae. Loài này được Hope & Westwood miêu tả khoa học năm 1845.